# История Кракова

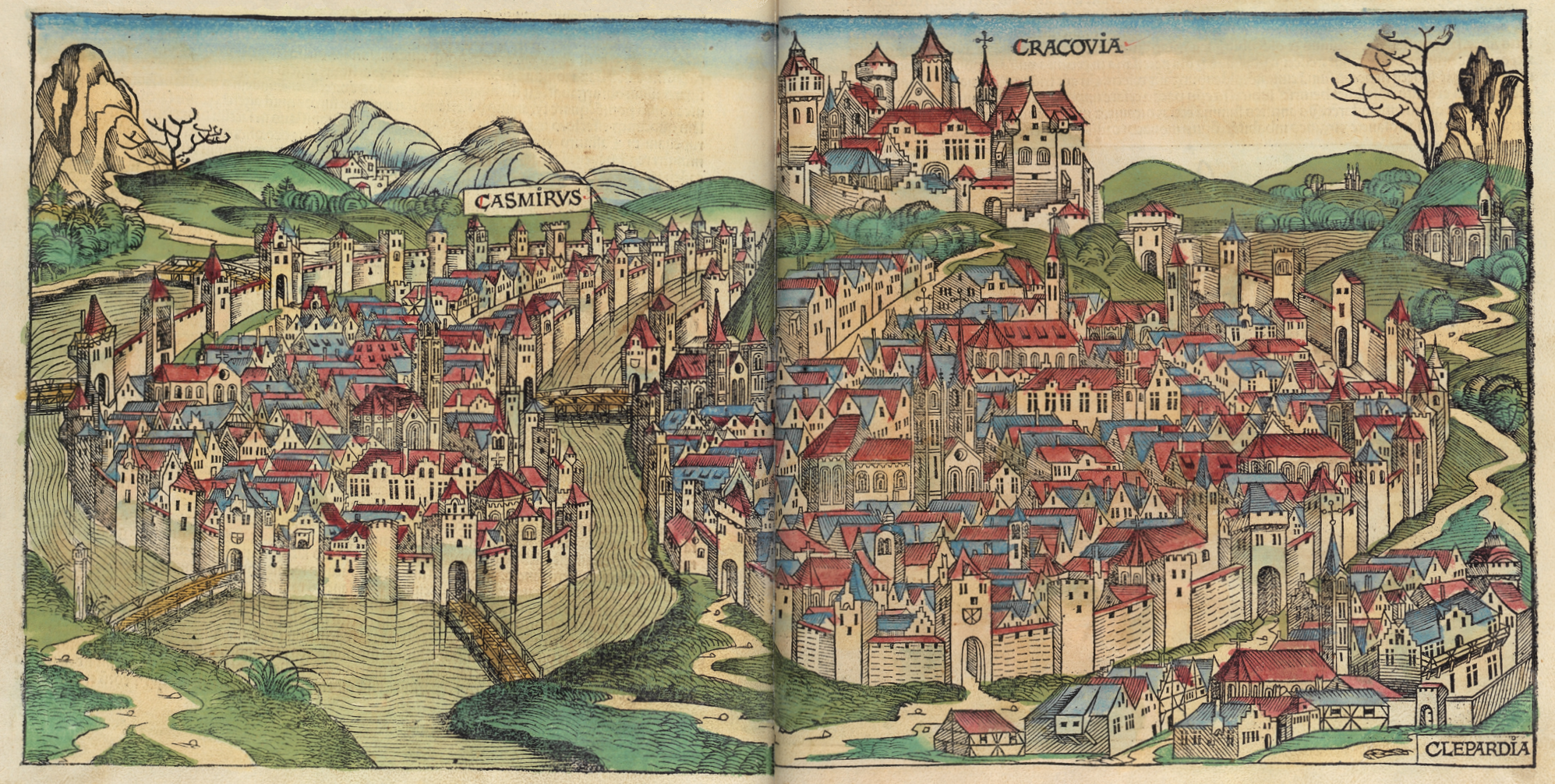
Краков в 1493 году. Ксилография из «Нюрнбергской хроники» Хартмана Шеделя

Краков является одним из древнейших городов Польши и имеет богатую историю.

## Доисторический период
Территория, на которой расположен Краков, была населена с древних времён. Одним из свидетельств этого являются находящиеся здесь Курган Крака и Курган Ванды. Исторические хроники свидетельствуют, что раньше в районе Кракова были и другие курганы.

## Ранняя история
Первое упоминание о Кракове в исторических документах относится к 966 году: еврейский путешественник Ибрагим ибн Якуб описывает его как заметный торговый центр под властью чешского князя. Польский князь Мешко I отвоевал эти места у чехов и включил их в свои владения. Краков быстро рос и богател, и в 1000 году Болеслав Храбрый основал в Кракове епископскую кафедру.

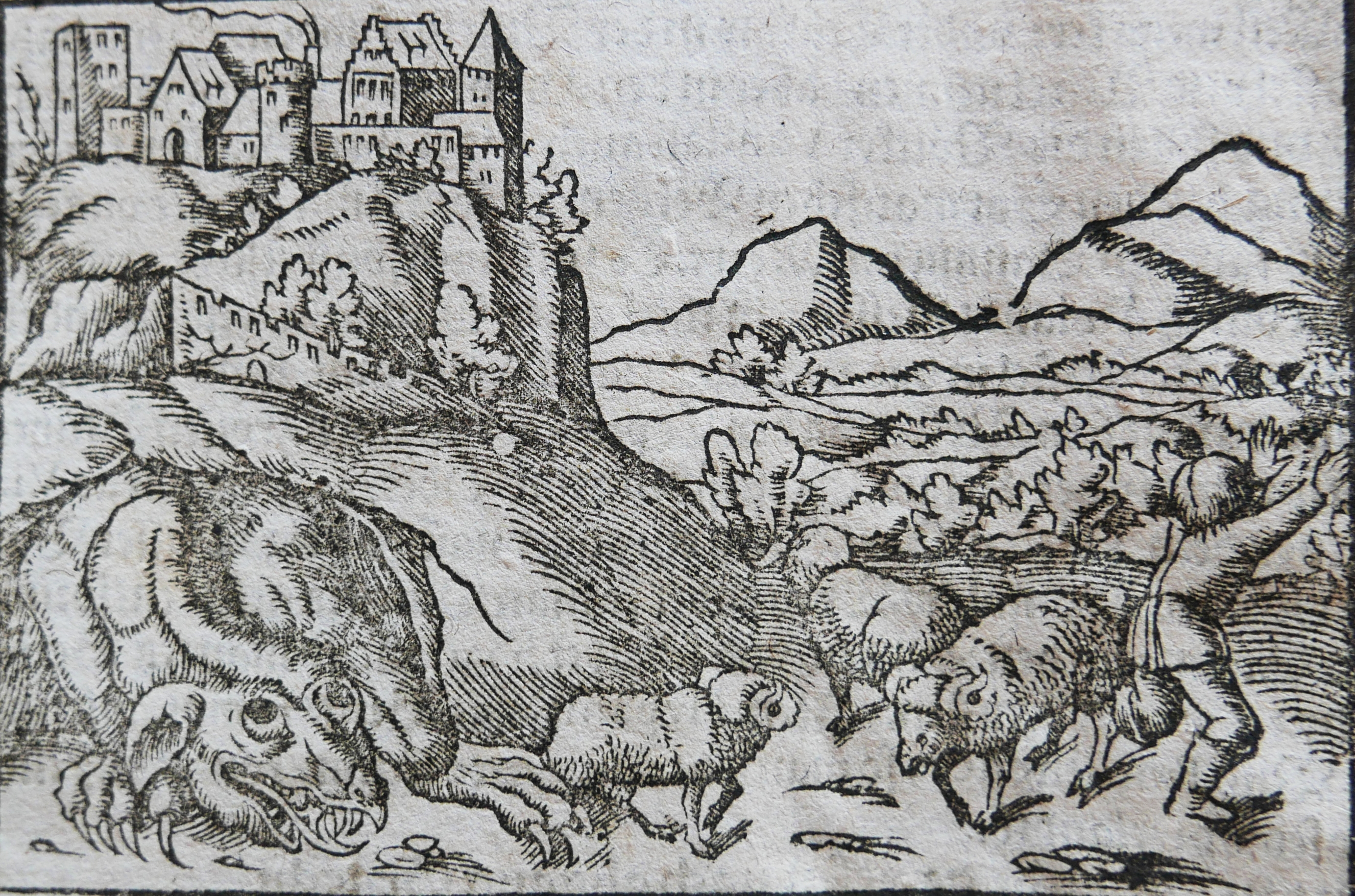
«Драконья яма» у холма Вавель

Языческие восстания в Польше привели к тому, что в 1039 году Казимир I перенёс в Краков свою столицу. С 1138 года, согласно «Статуту Болеслава Кривоустого», Краков стал центром Сеньориального удела, который должен был переходить к старшему в роду Пястов. Развитие города привело к появлению легенд о его происхождении, одной из которых стала легенда о Вавельском драконе, записанная Викентием Кадлубеком.
В 1241 году во время монгольского вторжения в Польшу Краков был почти полностью уничтожен монголами. В 1257 году Краков был отстроен вновь, и Болеслав V Стыдливый даровал ему самоуправление в соответствии с магдебургским правом. В 1259 году город опять был разграблен монголами, однако в 1287 году монгольское нападение удалось отбить.
В удельную эпоху в Кракове осело много немцев. Почувствовав своё значение и надеясь на поддержку князей Силезии, краковские немцы в 1311 году подняли бунт против князя Владислава Локотка, но были усмирены и наказаны лишением льгот и привилегий, а Владислав учредил в городе свою резиденцию. В 1320 году папа Иоанн XXII короновал Владислава Локотка польским королём. Сеньориальный удел вошёл в состав земель Польской короны в качестве Краковского воеводства.

## В составе Польского королевства
В 1333 году в Кракове короновался Казимир III, который внёс огромный вклад в развитие города. В 1335 году для защиты южной части Кракова он основал на противоположном берегу Старой Вислы (ныне не существующего речного рукава) городок, названный в его честь Казимеж. В 1356 году Краков стал резиденцией двух главных судов Малопольши — Высшего суда магдебургского права и Суда шести городов, а в 1364 году Казимиром III была основана Краковская Академия.
В XV—XVI веках город переживал расцвет, который отражают его изображения в «Нюрнбергской хронике», а также в «Civitates orbis terrarum» Георга Брауна. В 1495 году после привилея «Privilegium de non tolerandis Judaeis», евреи, жившие в западной части Кракова, были вынуждены покинуть Краков и стали заселять северо-восточную часть Казимежа, который в результате стал важным центром еврейской жизни в Польше.
В 1596 году, по причине ремонта Вавельского дворца, король Сигизмунд III перенёс местопребывание двора в Варшаву. В 1610 году официально Варшава стала новой столицей Польши, после чего начался постепенный упадок Кракова. Страшный урон Кракову нанесли эпидемия чёрной оспы 1651—1652 годов, от которой умерло несколько десятков тысяч человек, и наводнение 1652 года. В 1655 году город был осаждён шведами во время «шведского потопа».

## В годы разделов Польши
16 марта 1794 года в Кракове началось восстание Костюшко. После его разгрома произошёл Третий раздел Речи Посполитой, и Краков перешёл к Австрии, став административным центром провинции Западная Галиция. В 1800 году Казимеж был присоединён к Кракову и стал одним из его районов. В 1809 году, после войны Варшавского герцогства с Австрией, Краков вошёл в состав Варшавского герцогства.

## Вольный город Краков
После разгрома Наполеона Венский конгресс в 1815 году решил создать Вольный город Краков. В 1830 году, во время польского восстания в России, Краков был главным центром контрабанды оружия, а после разгрома восстания, когда в Краков отступил отряд Ружицкого, русский генерал Фёдор Ридигер, преследуя его, занял Краков и оставался в нём вопреки английским и французским протестам 2 месяца, уступив только по просьбе Австрии.
Предпринятая в 1833 году неудачная попытка эмигрантов поднять восстание в Польше послужила государствам-попечителям основанием навязать Вольному городу новую конституцию, значительно ограничивающую его свободы. 14 октября 1835 года в Берлине Россия, Австрия и Пруссия подписали тайный трактат, предусматривавший оккупацию Вольного города в случае проведения там польских сепаратистских акций.

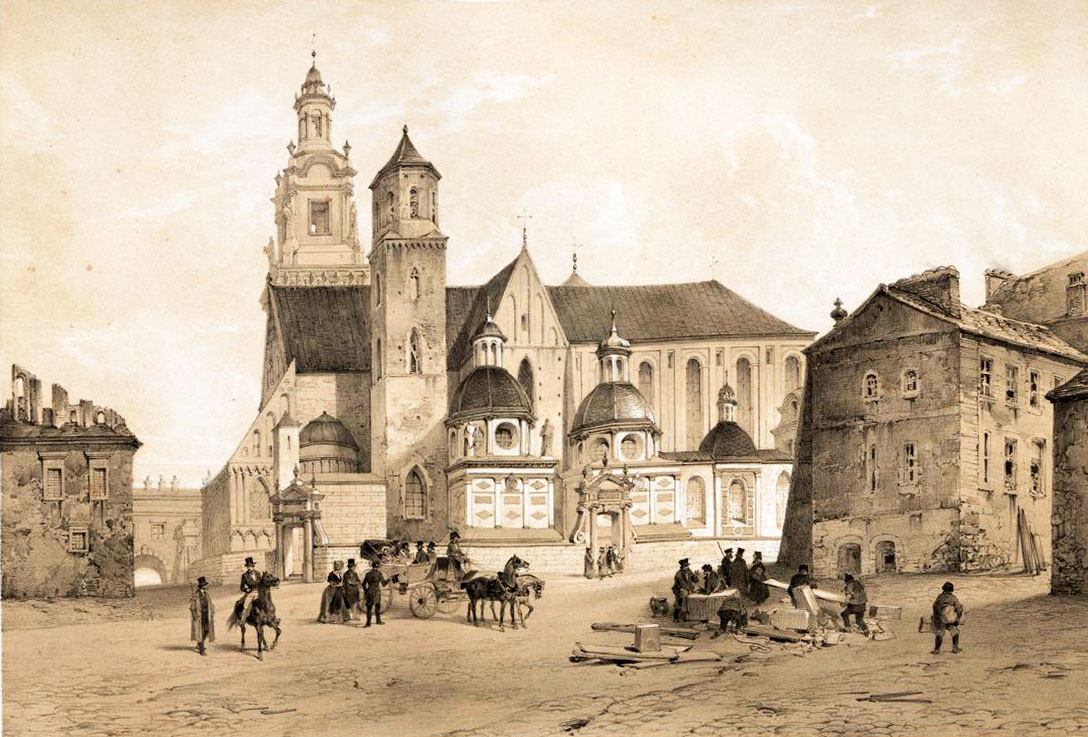
Краковский Вавельский собор на Вавеле, ок. 1843 г.

После убийства в январе 1836 году русского агента Бегренс-Павловского в город были введены австрийские, прусские и русские войска. Пруссия и Россия вскоре свои войска вывели, но австрийские войска оставались до 1841 года.
В 1843 году эмиссары Польского демократического общества создали в Кракове Революционный комитет, сотрудничавший с Познанской централизацией. В январе 1846 года в Кракове состоялись переговоры руководства планируемого восстания. Однако в России, Пруссии и Австрии восстание было ликвидировано в зародыше, а Краковское восстание 1846 года было подавлено австрийскими войсками. В ноябре 1846 года Краков был включён в состав Австрийской империи.

## В составе Австро-Венгрии
В Австрии Краков стал отдельной административной единицей «Великое княжество Краковское». В связи с развитием в 1860-х годов галицийской автономии началось возрождение Кракова. Ухудшение российско-австрийских отношений и близость границы, проходившей всего в нескольких километрах к северу от Кракова, побудило австрийские власти начать возведение серии фортов, образовавших со временем укреплённый район. В годы Первой мировой войны русским войскам удалось подойти вплотную к восточным окраинам города, однако город взять не удалось.

## Межвоенный период
После Первой мировой войны было воссоздано Польское государство, и Краков вошёл в его состав. В 1923 году из-за социально-экономического кризиса в городе вспыхнуло восстание, подавленное властями.

## Вторая мировая война

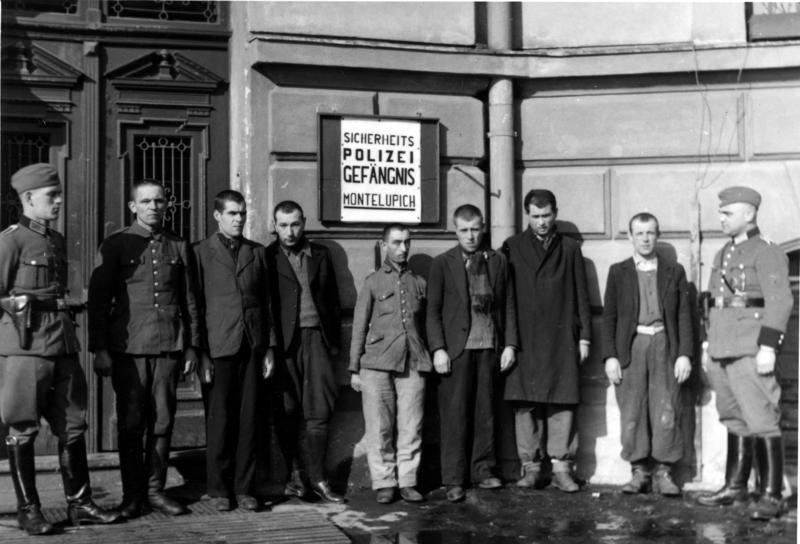
Заключенные тюрьмы Монтелюпих в 1939 году

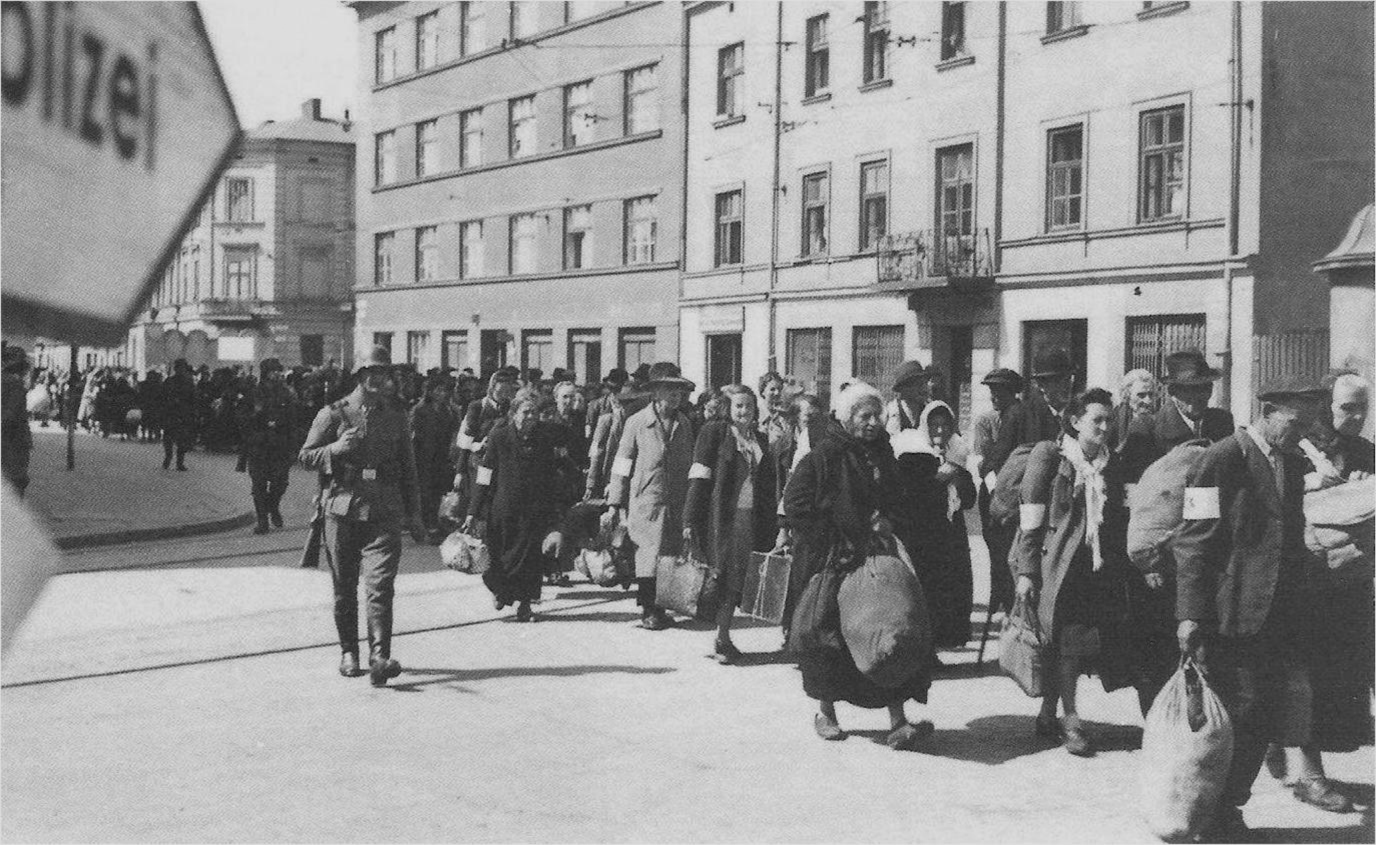
Вооруженные немецкие охранники СС выгоняют евреев из города во время ликвидации Краковского гетто, 1943 год

1 сентября 1939 года германские войска вторглись в Польшу, и уже 6 сентября вошли в Краков. Город стал административным центром генерал-губернаторства, управляемого Гансом Франком. В результате «Sonderaktion Krakau» 184 профессора и академика Ягеллонского университета были арестованы и отправлены в концентрационные лагеря, евреи были согнаны в Краковское гетто. Большинство из них погибло в концентрационных лагерях Плашов и Аушвиц-Биркенау.
19 января 1945 года в ходе Сандомирско-Силезской операции Краков был освобождён советскими войсками.

## В составе независимой Польши
После войны в Кракове происходили антиеврейские погромы, в результате чего оставшиеся евреи, населявшие в основном район Казимеж, уехали из города.
В социалистической Польше усилилось промышленное значение Кракова, был построен ряд заводов, население города во второй половине XX века выросло вчетверо. В 1950 г. на восточной окраине города начинается строительство металлургического комбината им. В. И. Ленина (в настоящее время ArcelorMittal Poland S.A.) и образуется одноимённый город Новая Гута (пол. Nowa Huta), который позднее был включён в состав Кракова.
В 1978 году ЮНЕСКО поместило Краков в список Всемирного культурного наследия.
После крушения социалистического строя начинается активная декоммунизация названий объектов. В 1991 и 1993 годах в городе проходят саммиты Вышеградской группы.
3 августа 2006 года постановлением Сената Польши 2007 год был объявлен годом города Кракова.
25 мая 2014 года состоялся городской референдум, на котором краковяне высказались за строительство в городе метрополитена (55,11 % голосов), создание системы видеонаблюдения (69,73 % голосов), строительство новых велодорожек (85,2 % голосов) и против заявки Кракова на проведение зимних Олимпийских игр 2022 года (69,72 % голосов).
В июле 2016 года в Кракове прошёл католический Всемирный день молодёжи с участием папы римского Франциска.